# Hisui Haza
Hisui Haza (羽座 妃粋 Haza Hisui?,  nacido el 16 de marzo de 1996 en Hyogo) es una futbolista japonesa que jugaba como defensa.
En 2014, Haza jugó 4 veces para la selección femenina de fútbol de Japón. Haza fue elegida para integrar la selección nacional de Japón para los Fútbol en los Juegos Asiáticos de 2014.

## Trayectoria

### Clubes
| Club               | País  | Año    |
| ------------------ | ----- | ------ |
| INAC Kobe Leonessa | Japón | 2018 - |

### Selección nacional
| Selección | País  | Año  |
| --------- | ----- | ---- |
| Absoluta  | Japón | 2014 |

## Estadística de equipo nacional
| Selección femenina de fútbol de Japón | Selección femenina de fútbol de Japón | Selección femenina de fútbol de Japón |
| Año                                   | Partidos                              | Goles                                 |
| ------------------------------------- | ------------------------------------- | ------------------------------------- |
| 2014                                  | 4                                     | 0                                     |
| Total                                 | 4                                     | 0                                     |